# Xanthochorus
Xanthochorus là một chi ốc biển, là động vật thân mềm chân bụng sống ở biển trong họ Muricidae, họ ốc gai.

## Các loài
Các loài thuộc chi Xanthochorus bao gồm:
- Xanthochorus buxeus (Broderip, 1833)[2]
- Xanthochorus cassidiformis (Blainville, 1832)[3]